# Дейли, Марк
Марк Дейли (ирл. Mark Daly; род. 12 марта 1973, Корк, Манстер) — ирландский государственный и политический деятель. Член партии «Фианна Файл», занимающий должность заместителя председателя Сената Ирландии с декабря 2022 года. Ранее занимал должность председателя Сената Ирландии с июня 2020 года по декабрь 2022 года. С июля 2007 года занимал должность сенатора административной комиссии.

## Биография
Родился в Корке в 1973 году, но вырос в Кенмэре, графство Керри. Работал агентом по недвижимости. В 2002 году занял третье место в реалити-шоу Raidió Teilifís Éireann «Остров сокровищ».
Ранее работал помощником депутата Европарламента Брайана Кроули. Затем был спикером в Сенате от «Фианна Файл» по вопросам зарубежного развития и заместителем спикера по инновациям Управления общественных работ и по делам молодежи. Также являлся членом Объединённого комитета иностранных дел парламента Ирландии и членом Комитета иностранных дел по правам человека. В настоящее время является официальным представителем Ирландии за рубежом и в диаспоре. Является членом общепартийной рабочей группы по проведению Десятилетия поминовения.
30 мая 2010 года был одним из трёх ирландских политиков, которым власти не позволили покинуть Республику Кипр и присоединиться к международной флотилии, доставляющей помощь в осажденный сектор Газа. В 2011 году был назначен в Сенате представителем «Фианна Файл» по коммуникациям, энергетике и природным ресурсам.
Добился отзыва сенаторов с летних каникул 2013 года в ходе беспрецедентных дебатов по обсуждению директивы ЕС, перенесенной в законодательство Ирландии министром здравоохранения Джеймсом Рейли, без дебатов в Палате представителей или Сенате. Голосование было равным и выиграно правительством благодаря решающему голосу председателя Сената. Алекс Уайт, государственный министр здравоохранения, сообщил палате, что не было представлено никаких убедительных аргументов в пользу отзыва закона. Правительство Ирландии назвало отзыв «трюком».